# Pterastericola pellucida
Pterastericola  pellucida — вид війчастих плоских червів родини Pterastericolidae. Вид відомий лише у Балтійському морі біля західного узбережжя Швеції. Хробак паразитує у ротовій порожнині морської зірки Astropecten irregularis.